# 條件與期限
條件與期限，為中華民國民法中之一章節名。該章節中規範了影響法律行為生效的兩個附款，一為條件，另一為期限。所謂條件，乃係當事人以將來客觀上不確定的事實之發生與否而決定該法律行為效力；而期限則以確定事實或時間的到來而決定該法律行為的效力。基於私法自治原則，當事人可以自由決定其所為法律行為之效果取決於某將來不確定發生之事實(條件)，或是確定事實或時間之到來(期限)。

## 條件
民法上所謂的條件，係指當事人以將來客觀上不確定的事實之發生與否而決定該法律行為效力。換言之，若該條件不符合「將來」、「客觀上」以及「不確定事實」三者，則非民法上所謂之條件。

### 條件分類
就條件實現之效果上觀察，民法將條件分成停止條件與解除條件二者：
- 停止條件為一限制法律行為生效之附款，當某法律行為附加停止條件時，除有特約之外，該法律行為縱使已經具備其他法律行為之成立以及生效要件，該法律行為仍然不能發生效力，必須等到該條件成就時，法律行為才得以向後發生效力，但不能溯及成立時生效。(中華民國民法第99條第1、3項)。舉例：甲乙雙方約定，若乙通過某考試，則甲將贈送乙一台筆電。雙方雖然已經成立一個贈與契約，但該契約以乙通過考試為停止條件，俟乙通過該考試後，贈與契約才得生效。
- 解除條件為令某法律行為失效之附款，即該法律行為原本成立生效，但因該解除條件之發生致使該法律行為向後失其效力(除非有特約)，其失效亦非溯及法律行為成立之時。(中華民國民法第99條第2、3項)。舉例：甲出借其所有之機車與乙並交付之，約定俟乙離開當地工作後歸還。甲乙雙方之使用借貸契約已於交付機車時成立生效，並以乙之離職轉往他地為解除條件，即該契約自乙離開地後終止。

### 條件成就之擬制
當事人若因一己之私，故意以不當之行為阻止或促成其條件成就時，法律上則擬制其條件已經成就，學理上稱為條件成就之擬制。中華民國民法第101條規定：「因條件成就而受不利益之當事人，如以不正當行為阻其條件之成就者，視為條件已成就；因條件成就而受利益之當事人，如以不正當行為促其條件之成就者，視為件不成就。」該不當行為亦可以不作為之方式為之。

### 期待權之保護
中華民國民法第100條規定：「當事人於停止條件成否未定之前，有損害相對人因條件成就應得利益之行為者，負賠償損害責任。」

## 期限
期限亦為法律行為之附款，與條件不同的是，期限為將來確定事實或時間之到來，而條件則基於將來不確定之事實。分為始期與終期二種。前者類似停止條件之作用，即法律行為自始期之事實之發生或時間開始向後發生效力，而後者類似於解除條件，令原來生效之法律行為，自終期之事實發生或時間開始，失期效力。